# Grazia (diritto)
Nel diritto penale la grazia è un provvedimento di clemenza individuale, di cui beneficia soltanto un determinato condannato detenuto o internato, al quale la pena principale è condonata in tutto o in parte, con o senza condizioni, oppure è sostituita con una pena meno grave.
A differenza dell'amnistia e dell'indulto, che si applicano ad una determinata categoria rispettivamente di reati e di condannati, la grazia si riferisce ad un singolo soggetto che si trovi in condizioni eccezionali di carattere equitativo o giudiziario.

## Ordinamento italiano
In Italia, la grazia viene concessa dal Presidente della Repubblica (art. 87 comma 10 della Costituzione) con atto controfirmato dal Ministro della Giustizia (art. 89 della Costituzione). Il procedimento relativo alla concessione della grazia è disciplinato dall'art. 681 del codice di procedura penale italiano.
Presupposto della grazia è il passaggio in giudicato della sentenza di condanna.
La grazia può essere concessa su domanda del condannato, di un suo prossimo congiunto o dal convivente o del tutore o curatore ovvero da un avvocato (art. 681 codice di procedura penale, primo comma), su proposta del Presidente del consiglio di disciplina (art. 681 codice di procedura penale, terzo comma) o anche, in assenza di domanda o proposta (art. 681 codice di procedura penale, comma quarto), d'ufficio, cioè d'iniziativa del Presidente della Repubblica o dello stesso ministro della giustizia. Essa prescinde dal consenso dell'interessato.

### Istruttoria procedimentale
È prevista una fase istruttoria non giurisdizionale di acquisizione di elementi di giudizio strumentale alla decisione (Art. 681 codice di procedura penale, secondo comma). Pertanto, se il condannato è detenuto o internato, la domanda può essere presentata al magistrato di sorveglianza, il quale, acquisti tutti gli elementi di giudizio utili e le osservazioni del procuratore generale presso la corte d'appello del distretto ove ha sede il giudice dell'esecuzione, la trasmette al ministro con il proprio parere motivato. Se invece il condannato non è detenuto né internato, la domanda può essere presentata allo stesso procuratore generale, il quale, acquisite le opportune informazioni, la trasmette con le proprie osservazioni al ministro per l'eventuale proposta.

### Eventuali condizioni
Il provvedimento di grazia può essere condizionato (art. 681 codice di procedura penale, comma quinto che rinvia all'art. 672 codice di procedura penale, comma cinque).
Le più tipiche condizioni applicate all'atto di clemenza sono:
- La revoca in caso di condanna per reato doloso entro cinque anni dalla concessione della clemenza (dieci per gli ergastolani)
- Il versamento di una somma di denaro alla Cassa delle ammende.
- Il risarcimento alla persona offesa dal reato (purché sia stata determinata dal giudice civile).
- Il divieto di soggiorno in un determinato luogo per un certo periodo di tempo (la durata è pari al periodo condonato dal decreto di grazia)

Queste sono quelle tipiche ma nulla vieta al Capo dello Stato di porne altre di tipo diverso.

### Esecuzione del provvedimento
Per l'applicazione della grazia è competente il giudice dell'esecuzione (art. 665 codice di procedura penale), il quale procede senza formalità, secondo la procedura de plano prevista anche per amnistia e indulto. Qualora per effetto dell'indulto o della grazia non debba essere eseguita, in tutto o in parte, la pena dell'ergastolo, il condannato è sottoposto a libertà vigilata per un tempo non inferiore a tre anni.
Nel caso in cui le condizioni apposte al decreto di grazia non siano rispettate, la clemenza viene revocata (art. 674 codice di procedura penale) e viene ripristinata la pena prevista prima della concessione del decreto clemenziale.

### Provvedimenti di grazia
I provvedimenti di grazia possono riguardare:
- la pena principale (es. la reclusione)
- una pena accessoria (es. l'interdizione dai pubblici uffici)
- la pena principale e quella accessoria
- una riduzione della pena principale (soprattutto in riferimento alle pene pecuniarie)
- la commutazione della pena

Dal 1º gennaio 1948 al 31 gennaio 2016 i provvedimenti di clemenza individuale sono stati 42.320, di cui 3.651 per reati militari.

### Attribuzioni
La prima controversia inter-istituzionale in materia ebbe luogo per la grazia ipotizzata da Cossiga per Renato Curcio: il caso si concluse con la rinuncia del Quirinale a sollevare conflitto contro il Dicastero di via Arenula, che si era rifiutato di inoltrare la proposta in considerazione del fatto che il graziando risultava ancora destinatario di una serie di procedimenti penali non conclusi.
Nel 2005 è stato poi sollevato, in relazione alla concessione della grazia, un conflitto di attribuzione tra poteri dello Stato davanti alla Corte Costituzionale. Il caso ha riguardato Ovidio Bompressi nel ruolo del condannato da graziare, il Presidente della Repubblica Carlo Azeglio Ciampi favorevole alla concessione della grazia, ed il Ministro della Giustizia Roberto Castelli che, contrario alla grazia, rifiutava la controfirma del provvedimento. La Corte Costituzionale ha risolto il conflitto (sentenza n. 200 del 3 maggio 2006), riconfermando al Capo dello Stato il potere esclusivo ed incondizionato di grazia, ed assegnando al ministro guardasigilli il diritto di "rendere note al Capo dello Stato le ragioni di legittimità o di merito che, a suo parere, si oppongono alla concessione del provvedimento" ma non la possibilità di "rifiutarsi di dare corso all'istruttoria e di concluderla".

## Ordinamento degli Stati Uniti d'America
Negli Stati Uniti d'America il potere di grazia è attribuito al Presidente degli Stati Uniti ai sensi dell'articolo II, sezione 2 della Costituzione, secondo cui il Capo dello Stato "avrà il potere di concedere grazie e perdoni per reati contro gli Stati Uniti, eccetto nei casi di impeachment". La Corte suprema ha interpretato questa previsione nel senso di consentire la concessione di grazie anche parziali o condizionate ovvero commutazioni di pena o remissioni di multe. 
L'esercizio di questo potere ha determinato polemiche giornalistiche e critiche nell'opinione pubblica: le polemiche, a partire dalla "grazia preventiva" accordata da Gerald Ford a Nixon dopo le sue dimissioni per il Watergate, si sono rinfocolate quando il potere presidenziale, in anni più recenti, fu esercitato a favore di soggetti legati alle amministrazioni presidenziali o a favore di finanziatori di riferimento. 
A livello statistico, il più intenso esercizio di questo potere presidenziale, a partire dal mandato di Harry Truman, è quello di Barack Obama, con 212 grazie e 1715 commutazioni di pena.